# Tilloclytus pilosus
Tilloclytus pilosus är en skalbaggsart som beskrevs av Fernando de Zayas 1975. Tilloclytus pilosus ingår i släktet Tilloclytus och familjen långhorningar.
Artens utbredningsområde är Kuba. Inga underarter finns listade i Catalogue of Life.